# Maddy O'Reilly
Maddy O'Reilly, pseudonimo di Emily Nicholson (Mount Airy, 3 maggio 1990), è un'attrice pornografica statunitense.

## Biografia e carriera pornografica
Maddy O'Reilly, originaria da una famiglia con discendenze tedesche e irlandesi, è nata a Mount Airy dove ha lavorato come venditrice di automobili per CarMax e cameriera.
La sua carriera pornografica è iniziata nell'agosto 2011 a 21 anni per Mofos a Miami, in Florida, con la scena My Little Panties 3. Inizialmente ha girato con lo pseudonimo di Savannah Kelly ma poi per via dei suoi capelli rossi le è stato consigliato di scegliere O'Reilly.
Nel 2013 ha interpreto Dorothy Gale nella parodia pornografica del mago di OZ, Not the Wizard of Oz XXX, per la quale è stata nominata a diversi AVN, oltre a vincere quello come miglior scena solo. Ha tatuata una libellula sul fianco sinistro e una croce sull'anulare destra.
Nel 2014 ha fatto il suo debutto alla regia con Maddy O'Reilly is Slutwoman, che ha co-diretto insieme a MimeFreak. Il primo film che ha diretto da sola è stato Maddy O'Reilly's Submission, che ha vinto lo XBIZ Award nel 2015. Nel mese di agosto 2015 è apparsa in un episodio della serie televisiva Living with the Enemy.
Dopo una pausa dall'industria nel 2015, quattro anni più tardi ha ripreso la sua carriera da attrice firmando un contratto con OC Modeling. Nel 2020, poco prima della pandemia ha abbandonato nuovamente l'industria pornografica per riavvicinarsi alla famiglia, salvo poi rientrarvi nel 2024.

## Riconoscimenti
- AVN Awards
  - 2013
  - Candidatura per Best Boy/Girl Sex Scene per Young and Glamorous 3 (2012)
  - Candidatura per Best New Starlet
  - Candidatura per Best Tease Performance per Young and Glamorous 3 (2012)
- 2014
  - Best Solo Sex Scene per Not the Wizard of Oz XXX (2013)
  - Candidatura per Best Actress per Not the Wizard of Oz XXX (2013)
  - Candidatura per Best Oral Sex Scene per 3 On Their Knees (2013)
  - Candidatura per Best POV Sex Scene per Hooker Experience (2013)
  - Candidatura per Best Three-Way Sex Scene: G/G/B per Not the Wizard of Oz XXX (2013)
  - Candidatura per Female Performer of the Year
- 2015
  - Candidatura per Best Actress per Sexual Liberation Of Anna Lee (2014)
  - Candidatura per Best All-Girl Group Sex Scene per Mysterious Ways (2013)
  - Candidatura per Best All-Girl Group Sex Scene per School Of MILF (2013)
  - Candidatura per Best Anal Sex Scene per Rump Raiders 5 (2014)
  - Candidatura per Best Boy/Girl Sex Scene per Sexual Liberation Of Anna Lee (2014)
  - Candidatura per Best Group Sex Scene per King James (2014)
  - Candidatura per Best Three-Way Sex Scene: G/B/B per Performers Of The Year 2014 (2013)
  - Candidatura per Best Three-Way Sex Scene: G/G/B per Maddy O'Reilly is Slutwoman (2014)
  - Candidatura per Fan Award: Favorite Female Porn Star
  - Candidatura per Fan Award: Hottest Ass
  - Candidatura per Fan Award: Kinkiest Performer
  - Candidatura per Female Performer of the Year
  - Candidatura per Most Outrageous Sex Scene per Maddy O'Reilly's Submission (2014)
- 2016
  - Candidatura per Best All-Girl Group Sex Scene per Sisterhood (2015)
  - Candidatura per Best Group Sex Scene per Flesh (2015)
  - Candidatura per Best POV Sex Scene per Big Black Cock POV (2014)
  - Candidatura per Best Solo/Tease Performance per Oiled Up 3 (2015)
  - Candidatura per Best Three-Way Sex Scene: G/G/B per Lex Is Up Her Ass (2015)
  - Candidatura per Female Performer of the Year
  - Candidatura per Mainstream Star of the Year
- 2017
  - Candidatura per Best Group Sex Scene per Sins Life 1 (2016)
  - Candidatura per Fan Award: Most Epic Ass
- 2018
  - Candidatura per Best Double Penetration Sex Scene per All Stuffed Up 2 (2017)
  - Candidatura per Best Virtual Reality Sex Scene per Sinful Summer Vacation (2017)
- XBIZ Awards
  - 2015 – Best Actress - Couples - Themed Release per The Sexual Liberation of Anna Le[15]